# Aiman Cahyadi
Aiman Cahyadi (ur. 16 listopada 1993 w Mataram) – indonezyjski kolarz szosowy.

## Osiągnięcia
Opracowano na podstawie:

2013
- 1. miejsce w mistrzostwach Indonezji (start wspólny)

2017
- 1. miejsce na 3. etapie Tour de Selangor

2018
- 1. miejsce w klasyfikacji punktowej Tour De Lombok Mandalika

2019
- 1. miejsce w mistrzostwach Indonezji (jazda indywidualna na czas)
- 1. miejsce na 2. etapie Tour de Ijen
- 1. miejsce w igrzyskach Azji Południowo-Wschodniej (jazda indywidualna na czas)
- 2. miejsce w igrzyskach Azji Południowo-Wschodniej (jazda drużynowa na czas)

2022
- 2. miejsce w igrzyskach Azji Południowo-Wschodniej (jazda indywidualna na czas)
- 2. miejsce w igrzyskach Azji Południowo-Wschodniej (start wspólny)
- 3. miejsce w mistrzostwach Indonezji (jazda indywidualna na czas)
- 1. miejsce w mistrzostwach Indonezji (start wspólny)

## Rankingi
| Rok           | 2013 | 2014 | 2015 | 2016  | 2017  | 2018 | 2019 | 2020 | 2021  | 2022 | 2023 | 2024 |
| ------------- | ---- | ---- | ---- | ----- | ----- | ---- | ---- | ---- | ----- | ---- | ---- | ---- |
| World Ranking |      |      |      | 2429. | 1815. | 595. | 694. | 798. | 2339. | 529. | 572. | 701. |
| UCI Asia Tour | 68.  | -    | -    | 536.  | 311.  | 46.  | 33.  | 35.  | 181.  | 19.  | 28.  | 31.  |
|               |      |      |      |       |       |      |      |      |       |      |      |      |
| Źródło: UCI   |      |      |      |       |       |      |      |      |       |      |      |      |